# سانیساید (جورجیا)
سانیساید (به انگلیسی: Sunnyside) یک منطقهٔ مسکونی در ایالات متحده آمریکا است که در شهرستان ور، جورجیا واقع شده‌است. سانیساید ۳٫۸ کیلومتر مربع مساحت و ۱٬۳۸۵ نفر جمعیت دارد.